# Bensoeharts

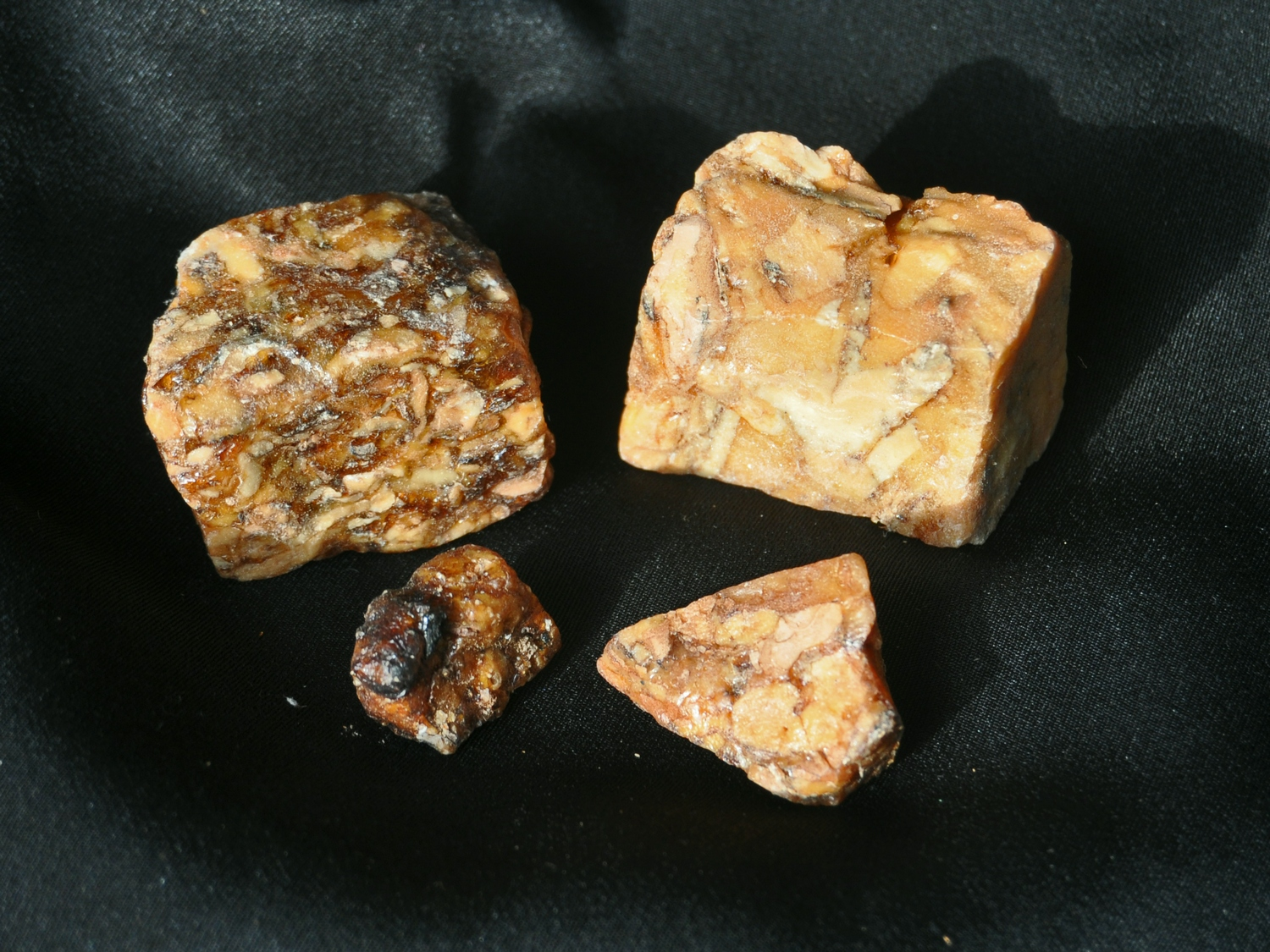
Bensoidharts

Bensoeharts eller javarökelse är ett harts som utvinns ur flera växter i storaxsläktet (Styrax). Hartset används inom parfymindustrin och till rökelse. Bensoe är också sammandragande, desinfekterande och läkande på hudsprickor. Förr blandades hartset med ister till en salva. Bensoeharts har en vaniljliknande doft med inslag av trä.

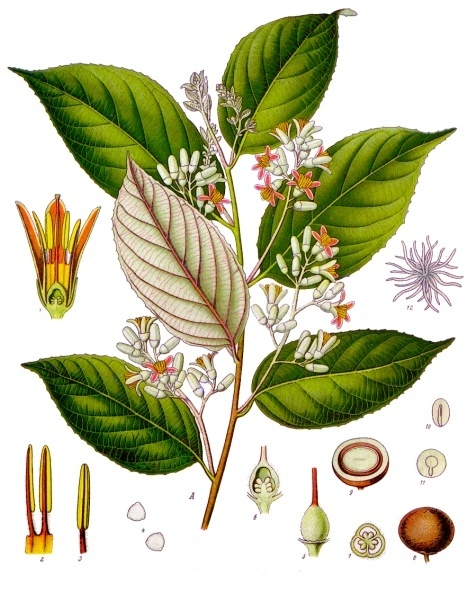
Styrax benzoin

## Utvinning
Vanligen används det i, Sydostasien odlade trädet Styrax benzoin för utvinning av hartset. Detta sker genom att man, då trädet uppnått sex års ålder gör snitt i övre delen av stammen upp till fyra gånger per år tills att trädet nått 16 - 19 års ålder, då hartset fått så mörk färg och svag doft att det inte längre kan användas.

## Sammansättning
Huvudbeståndsdelar i bensoeharts är olika estrar av bensoesyra och kanelsyra samt vanilj. Vid upphettning smälter hartset och avger en angenäm vaniljdoft med ångor i varierande proportioner av bensoesyra och kanelsyra beroende på hartsets ursprung.
Det förekommer att bensoeharts förfalskas genom sammansmältning av kolofonium, tjock terpentin o d. 